# Diviacka Nová Ves
Diviacka Nová Ves (allemand : Divickneudorf, hongrois : Divékújfalu) est un village de Slovaquie situé dans la région de Trenčín.

## Histoire
La première mention écrite du village date de 1270.

## Démographie

### Évolution de la population
| Année:               | 1994. | 2004.   | 2014. | 2024.   |
| -------------------- | ----- | ------- | ----- | ------- |
| Nombre de personnes: | 1730  | 1754    | 1754  | 1760    |
| Différence:          |       | +1,38 % | +0 %  | +0,34 % |

| Année:               | 2023. | 2024.   |
| -------------------- | ----- | ------- |
| Nombre de personnes: | 1761  | 1760    |
| Différence:          |       | -0,05 % |